# Melipona puncticollis
Melipona puncticollis är en biart som beskrevs av Heinrich Friese 1902. Melipona puncticollis ingår i släktet Melipona och familjen långtungebin. Inga underarter finns listade i Catalogue of Life.